# Reuben Kamanga
Reuben Chitandika Kamanga (* 26. August 1929 in Chitandika, Chipata, Ostprovinz; † 20. September 1996) war ein sambischer Politiker der United National Independence Party (UNIP).

## Leben
Während des Kampfes um die Unabhängigkeit Sambias war Kimanga zunächst Mitglied des Northern Rhodesian African National Congress (NRANC), ehe er 1958 Mitbegründer des nur wenige Monate bestehenden Zambian African National Congress (ZANC) war. Als solcher war er zwischen 1959 und 1960 mehrfach inhaftiert, ehe er von 1960 bis 1962 im Exil in Kairo lebte. Anschließend kehrte er nach Sambia zurück, wo er der Regierung vor der Unabhängigkeit als Minister für Arbeit und Bergbau sowie für Transport und Kommunikation angehörte. Außerdem war er Vizepräsident der United National Independence Party (UNIP).
Nach der Unabhängigkeit Sambias am 24. Oktober 1964 wurde er Vizepräsident und damit Vertreter von Präsident Kenneth Kaunda. Dieses Amt bekleidete er bis 1967 und war zugleich auch Führer der UNIP in der Nationalversammlung (National Assembly). 1967 löste seine Frau Edina Kamanga wegen ihres Benehmens in der Öffentlichkeit einen Skandal aus. Nachdem er 1967 seinem parteiinternen Rivalen und bisherigen Generalsekretär der Partei Simon Kapwepwe bei der Wahl zum Vizepräsidenten der UNIP unterlag, verlor er im Rahmen einer Regierungsumbildung auch das Amt des Vizepräsidenten Sambias an diesen und wurde stattdessen Außenminister.
Bei einer erneuten Kabinettsumbildung wurde er 1968 Minister für ländliche Entwicklung. Außerdem war er Mitglied des Zentralkomitees der UNIP, in dem er ab 1983 ebenfalls für ländliche Entwicklung zuständig war. In einem Fernsehinterview berichtete er 1985 von seinen Erfahrungen während des Unabhängigkeitskampfes und die Gründungen von NRANC, ZANC und UNIP.
1991 zog sich Kamanga aus dem politischen Leben zurück.